# Boisset-Saint-Priest
Boisset-Saint-Priest este o comună în departamentul Loire din sud-estul Franței. În 2009 avea o populație de 1.121 de locuitori.

## Evoluția populației
| An        | 1975 | 1982 | 1990 | 1999 | 2006 | 2009  |
| --------- | ---- | ---- | ---- | ---- | ---- | ----- |
| Populație | 539  | 672  | 793  | 880  | 981  | 1.121 |